# Masakatsu Morita
Masakatsu Morita (森田 必勝, Morita Masakatsu) (25 juillet 1945 - 25 novembre 1970) est un activiste politique japonais qui s'est suicidé par seppuku avec Yukio Mishima à Tokyo,,.

## Biographie
Morita est né le 25 juillet 1945, le plus jeune enfant du directeur d'une école primaire. Perdant ses deux parents à l'âge de trois ans, Morita est pris en charge par son frère Osamu et scolarisé dans une école catholique,. Il entre à l'Université Waseda en 1966, mais est consterné par la présence d'étudiants communistes Zengakuren et s'implique fortement dans la petite faction de droite de l'université. Il rencontre Mishima pour la première fois le 19 juin 1967 et rejoint le Tatenokai lors de sa création en octobre 1968. Dès mars de cette année-là, il écrit une lettre à Mishima exprimant sa volonté de mourir pour lui,.
Mishima veut utiliser sa milice pour une action politique directe, et il approche plusieurs membres en avril et mai 1970. Le cercle intérieur se composait alors de Mishima, Morita, Masahiro Ogawa (小川正洋)  et Masayoshi Koga (小賀正義)  ("Chibi" Koga). Aucun plan clair n'est élaboré avant la fin juin. Peu de temps après, Mishima part en vacances à Shimoda et paye pour que les autres partent à Hokkaido. Le 2 septembre à Tokyo, Morita et "Chibi Koga" recrutent Hiroyasu Koga (古賀浩靖) (ja)  ("Furu" Koga), qui est également membre de Tatenokai, et il rencontre Mishima pour entendre les détails du plan le 9 septembre,.
À l'origine, les quatre membres de Tatenokai avaient prévu de se suicider par seppuku avec Mishima. Cependant, Mishima tente de les dissuader et trois des membres répondent à ses souhaits. Seul Morita persiste disant « Je ne peux pas laisser M. Mishima mourir seul. » Ainsi, en novembre, Mishima décide que seuls lui et Morita devaient mourir. Morita dit aux autres membres qui avaient voulu mourir avec lui : « Nous sommes vivants ou morts ensemble, car nous pouvons nous revoir quelque part. » Mais Mishima savait que Morita avait une petite amie et espérait toujours qu'il pourrait vivre,,. Les 21 et 22 novembre 1970, des fournitures sont achetées et Morita demande à Hiroyasu Koga de le remplacer s'il ne parvenait pas à décapiter Mishima correctement. Les deux jours suivants sont consacrés aux répétitions,,.
Le matin du 25 novembre, le groupe se rend en voiture à la garnison Ichigaya de la Force d'autodéfense japonaise sous prétexte d'une visite amicale. Ils se barricadent à l'intérieur du bureau du général Mashita, le faisant prisonnier et émettent des demandes. À midi, Mishima commence un discours adressé depuis le balcon aux troupes rassemblées, mais ses paroles sont noyées dans le bruit d'hélicoptères. Immédiatement après son retour du balcon, Mishima se poignarde à l'abdomen et Morita tente de le décapiter. Après trois tentatives infructueuses de Morita, Hiroyasu Koga intervient et décapite Mishima. Selon le témoignage des membres survivants du coup d'État, juste avant son seppuku, Mishima tente une fois de plus de dissuader Morita, en disant « Morita, tu dois vivre, pas mourir,. »  Néanmoins, après le seppuku de Mishima, Morita s'agenouille et se poignarde l'abdomen et Koga effectue de nouveau le devoir de Kaishakunin, ,.
Masayoshi Koga, Masahiro Ogawa et Hiroyasu Koga sont libérés de prison pour bonne conduite en octobre 1974.